# Attacus inopinatus
Attacus inopinatus es una polilla perteneciente a la familia Saturniidae, descrita por primera vez por Jan Hendrick Jurriaanse en 1920, distribuida con endemismo en la Isla de Flores (Indonesia). Tiene gran parecido con la especie Attacus crameri, pero de menor tamaño. Se distingue por las ventanas triangulares que no llegan a tocar con su punta la franja externa, y que son más pequeñas que en A. crameri.